# Gitte Lillelund Bech
Gitte Lillelund Bech, född 21 januari 1969 i Århus, är en dansk politiker. Hon var Danmarks försvarsminister mellan 2010 och 2011. Hon representerar partiet Venstre.

## Biografi
Gitte Lillelund Bech är dotter till lektor Jørgen Bech och laborant Helle Lillelund Bech. Gitte Lillelund Bech tog studenten från Faaborg Gymnasium 1987 och avlade därefter en bachelorexamen i näringsekonomi och matematik 1990. Hon är dessutom cand.merc.mat. från Handelshögskolan i Köpenhamn 1992. Efter avslutade studier arbetade hon som analytiker i Danske Bank 1991-94, som konsulent för COWI Rådgivende Ingeniører A/S 1994-98 och slutligen som ekonom för Nykredit 1998-99.
Gitte Lillelund Bech är gift med departementschefen för det danska Klimat- och Energiministeriet, Thomas Egebo.

## Försvarsminister
Danmarks statsminister Lars Løkke Rasmussen genomförde i februari 2010 en ministerrokad där ministrar bytte ämbeten eller lämnade regeringen till förmån för andra politiker. Lars Løkke Rasmussen ville behålla sin försvarsminister, Søren Gade, som dock ville annorlunda och självmant avgick som minister. Det var alltså hög tid att hitta en ersättare och lotten föll på Gitte Lillelund Bech, som bland annat har varit mycket aktiv inom Folketingets utrikesutskott och försvarsutskott (som dess vice ordförande). Hon blev därmed den första kvinnan som innehaft ämbetet som försvarsminister i Danmark.